# Macaulay Culkin
Macaulay Macaulay Culkin Culkin (născut Macaulay Carson Culkin; n. 26 august 1980, New York City, New York, Statele Unite ale Americii) este un actor și muzician american. Cunoscut datorită interpretării personajului Kevin McCallister din filmele Singur Acasă și Singur Acasă 2: Pierdut în New York, a devenit unul dintre cei mai de succes actori copii după Shirley Temple.
Bun prieten cu Michael Jackson, Macaulay Culkin a apărut în videoclipul piesei Black or White. Culkin  se clasează pe poziția a doua a două topuri realizate de VH1 ("100 Greatest Kid Stars") și E! ("50 Greatest Child Stars").

## Filmografie

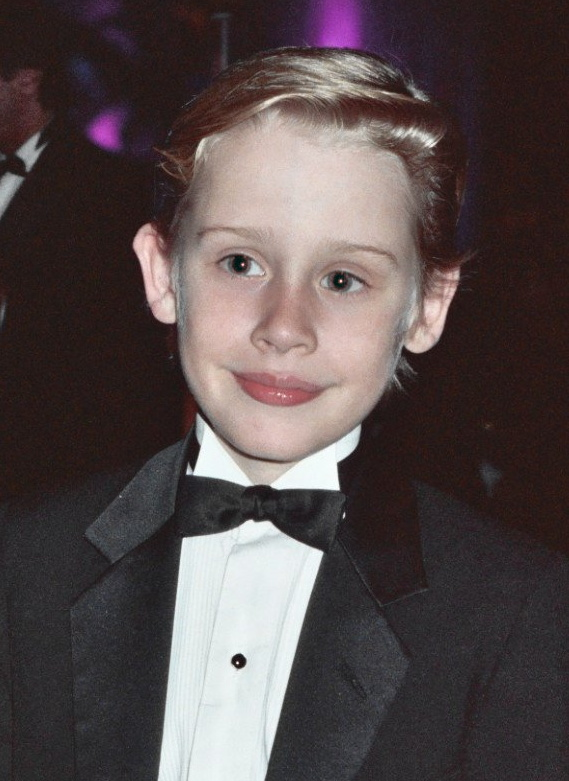
Macaulay Culkin după decernarea Premiilor Emmy, 25 august 1991

| 1988 | Rocket Gibraltar                                                      | Cy Blue Black                                       | |
| 1989 | See You in the Morning                                                | Billy Livingstone                                   | |
| 1989 | Uncle Buck (Unchiul Buck)                                             | Miles Russell                                       | |
| 1990 | Jacob's Ladder                                                        | Gabe Singer                                         | Necreditat |
| 1990 | Home Alone (Singur acasă)                                             | Kevin McCallister                                   | American Comedy Award for Funniest Actor in a Motion Picture Chicago Film Critics Association Award for Emerging Actor Young Artist Award for Best Young Actor Starring in a Motion Picture Nominalizare – Golden Globe Award for Best Actor – Motion Picture Musical or Comedy |
| 1991 | Only the Lonely                                                       | Billy Muldoon                                       | |
| 1991 | My Girl                                                               | Thomas J. Sennett                                   | MTV Movie Award for Best Kiss împreună cu Anna Chlumsky Nominalizare – MTV Movie Award for Best On-Screen Duo împreună cu Anna Chlumsky |
| 1992 | Home Alone 2: Lost in New York (Singur acasă 2 - Pierdut în New York) | Kevin McCallister                                   | |
| 1993 | Dangerous: The Short Films                                            | El însuși                                           | Văzut în videoclipul Black or White |
| 1993 | The Good Son                                                          | Henry Evans                                         | Nominalizare – MTV Movie Award for Best Villain |
| 1993 | The Nutcracker                                                        | Prințul spărgător de nuci; Nepotul lui Drosselmeier | |
| 1994 | Getting Even with Dad                                                 | Timmy Gleason                                       | Nominalizare – Golden Raspberry Award for Worst Actor Nominalizare – Stinkers Bad Movie Awards pentru cel mai slab actor |
| 1994 | The Pagemaster (Stăpânul cărților)                                    | Richard Tyler                                       | Nominalizare – Golden Raspberry Award for Worst Actor Nominalizare – Stinkers Bad Movie Awards pentru cel mai slab actor |
| 1994 | Richie Rich                                                           | Richard "Richie" Rich Jr.                           | Nominalizare – Golden Raspberry Award for Worst Actor Nominalizare – Stinkers Bad Movie Awards pentru cel mai slab actor |
| 2003 | Party Monster                                                         | Michael Alig                                        | |
| 2004 | Saved!                                                                | Roland Stockard                                     | |
| 2004 | Jerusalemski Sindrom                                                  | Adolescent                                          | |
| 2007 | Sex and Breakfast                                                     | James Fitz                                          | |
| 2011 | The Wrong Ferarri                                                     | El însuși                                           | |
| 2016 | Adam Green's Aladdin                                                  | Ralph                                               | |
| 2019 | Changeland                                                            | Ian                                                 | |

### Televiziune
| An        | Titlu                      | Rol | Note |
| --------- | -------------------------- | --- | --- |
| 1985      | The Midnight Hour          | Copil de Halloween | Film de televiziune |
| 1988      | The Equalizer              | Paul Gephardt | Episodul: "Something Green" |
| 1991      | Wish Kid                   | Nicholas McClary (voce) | Rol principal; 13 episoade |
| 1991      | Saturday Night Live        | Gazdă | Episodul: "Macaulay Culkin/Tin Machine"                                                                                               |
| 1994      | Frasier                    | Elliott | Episodul: "Seat of Power" |
| 1998      | Sonic Youth: Sunday        | Macaulay | Scurtmetraj |
| 2003      | Will & Grace               | Jason "JT" Towne | Episodul: "May Divorce Be with You"                                                                                                   |
| 2004      | Foster Hall                | Clark Hall | Film de televiziune |
| 2009      | Kings                      | Andrew Cross | Episoadele: "Judgment Day" "The Sabbath Queen" "Pilgrimage" "The New King: Part One" "The New King: Part Two"                         |
| 2005–2010 | Robot Chicken              | Bastian Bux; Kevin McCallister; Billy; Copil; Vampir #2; Co-ancoră; El însuși; Copil bătut; Dean Devlin; Burete; Prințul Adam; Fermier eternian; Luke Duke; Pikachu; Wiseass (Voci) | Episoadele: "Junk in the Trunk" "Badunkadunk" "That Hurts Me" "The Black Cherry" "Dragon Nuts" "Robot Chicken's DP Christmas Special" |
| 2015      | Best of the Worst          | Maestrul Culkin | 1 episod |
| 2015      | Wrestling Isn't Wrestling  | Fan DX #2 | Documentar |
| 2015–2016 | The Jim Gaffigan Show      | El însuși | 8 episoade |
| 2017      | Cabiria, Charity, Chastity | Spectru; Tip dur | Scurtmetraj |
| 2015–2017 | Dryvrs                     | Erou; Dryvr | 3 episoade |
| 2018      | Half in the Bag            | Tim | Episodul: "154: Halloween 2018" |
| 2018      | Re:View                    | El însuși | Episodul: "Hackers" |